# La Ferrière-Airoux
La Ferrière-Airoux – miejscowość i gmina we Francji, w regionie Nowa Akwitania, w departamencie Vienne.
Według danych na rok 1990 gminę zamieszkiwało 281 osób, a gęstość zaludnienia wynosiła 10 osób/km² (wśród 1467 gmin regionu Poitou-Charentes La Ferrière-Airoux plasuje się na 730. miejscu pod względem liczby ludności, natomiast pod względem powierzchni na miejscu 198.).